# Plecotus
Plecotus (E.Geoffroy, 1818) è un genere di pipistrelli della famiglia dei Vespertilionidi comunemente noti come orecchioni.

## Descrizione

### Dimensioni
Al genere Plecotus appartengono pipistrelli di piccole dimensioni, con una lunghezza totale della testa e del corpo tra 41 e 58 mm, l'avambraccio lungo tra i 36 e i 46 mm e la coda tra i 37 e i 55 mm. Questi mammiferi arrivano a un peso di 14 g.

### Caratteristiche craniche e dentarie
Il cranio è lungo e arrotondato con un rostro molto sottile, la bolla timpanica è grande e circolare.
Sono caratterizzati dalla seguente formula dentaria:

### Aspetto
Il colore delle parti dorsali varia dal marrone al bruno-grigiastro, mentre le parti ventrali sono più chiare. Il muso è corto, appuntito, privo di peli e con due masse ghiandolari sui lati. Le narici sono aperte verso l'alto. Gli occhi sono relativamente grandi. Le orecchie sono enormi, unite alla base da una banda cutanea, con 22-24 pliche longitudinali sulla superficie interna del padiglione auricolare e un lobo basale anteriore. Il trago è lungo, largo e lanceolato. Durante il riposo le orecchie vengono piegate all'indietro. Le membrane alari sono attaccate posteriormente alla base delle dita dei piedi. La coda è lunga ed è inclusa completamente nell'ampio uropatagio. Il calcar è privo di lobi di rinforzo. La seconda falange del terzo dito è uguale o più corta della prima.

## Distribuzione
Il genere è diffuso nella Ecozona paleartica, dalla Spagna al Giappone e nell'Africa settentrionale.

## Tassonomia
Il genere comprende attualmente 18 specie.
- P.auritus species group
Plecotus ariel
Plecotus auritus
Plecotus homochrous
Plecotus kozlovi
Plecotus macrobullaris
Plecotus ognevi
Plecotus sacrimontis
Plecotus sardus
Plecotus strelkovi
Plecotus taivanus
Plecotus turkmenicus
Plecotus wardi
- P.austriacus species group
Plecotus austriacus
Plecotus balensis
Plecotus christii
Plecotus gaisleri
Plecotus kolombatovici
Plecotus teneriffae